# Copa de la Reina de Fútbol 2008
La Copa de la Reina de Fútbol 2008 se desarrolló entre el 1 y el 29 de junio de 2008.
El Rayo Vallecano Femenino se proclamó campeón por primera vez en su historia.

## Sistema de competición
Como en ediciones anteriores, tomaron parte en el torneo los clubes que finalizaron entre los ocho primeros clasificados de la Superliga 2007/08.
La competición se desarrolló por sistema de eliminación directa, con partidos a doble vuelta, excepto la final, jugada a partido único en terreno neutral.

## Cuadro de resultados
|  | Cuartos de final | Cuartos de final | Cuartos de final |   |                    | Semifinales      | Semifinales      | Semifinales      |  |            | Final       | Final       |  |
|  | 1 - 8 de junio   | 1 - 8 de junio   | 1 - 8 de junio   |   |                    | 15 - 22 de junio | 15 - 22 de junio | 15 - 22 de junio |  |            | 29 de junio | 29 de junio |  |
|  |                  |                  |                  |   |                    |                  |                  |                  |  |            |             |             |  |
|  |                  |                  |                  |   |                    |                  |                  |                  |  |            |             |             |  |
|  | AD Torrejón      | 3                | 0                |   |                    |                  |                  |                  |  |            |             |             |  |
|  | AD Torrejón      | 3                | 0                |   |                    |                  |                  |                  |  |            |             |             |  |
|  | UD Levante       | 1                | 2                |   |                    |                  |                  |                  |  |            |             |             |  |
|  | UD Levante       | 1                | 2                |   | At. Madrid Féminas | 0                | 0                |                  |  |            |             |             |  |
|  |                  |                  |                  |   | At. Madrid Féminas | 0                | 0                |                  |  |            |             |             |  |
|  |                  |                  | UD Levante       | 2 | 3                  |                  |                  |                  |  |            |             |             |  |
|  | At. Madrid       | 2                | UD Levante       | 2 | 3                  | 2                |                  |                  |  |            |             |             |  |
|  | At. Madrid       | 2                |                  |   |                    |                  |                  |                  |  |            |             |             |  |
|  | Irex Puebla      | 0                | 0                |   |                    |                  |                  |                  |  |            |             |             |  |
|  | Irex Puebla      | 0                | 0                |   |                    |                  |                  |                  |  | UD Levante | 2           |             |  |
|  |                  |                  |                  |   |                    |                  |                  |                  |  | UD Levante | 2           |             |  |
|  |                  |                  | Rayo Vallecano   | 3 |                    |                  |                  |                  |  |            |             |             |  |
|  | Prainsa Zaragoza | 3                | Rayo Vallecano   | 3 | 1                  |                  |                  |                  |  |            |             |             |  |
|  | Prainsa Zaragoza | 3                |                  |   |                    |                  |                  |                  |  |            |             |             |  |
|  | RCD Espanyol     | 1                | 2                |   |                    |                  |                  |                  |  |            |             |             |  |
|  | RCD Espanyol     | 1                | 2                |   | Prainsa Zaragoza   | 0                | 0                |                  |  |            |             |             |  |
|  |                  |                  |                  |   | Prainsa Zaragoza   | 0                | 0                |                  |  |            |             |             |  |
|  |                  |                  | Rayo Vallecano   | 7 | 2                  |                  |                  |                  |  |            |             |             |  |
|  | Rayo Vallecano   | 3                | Rayo Vallecano   | 7 | 2                  | 4                |                  |                  |  |            |             |             |  |
|  | Rayo Vallecano   | 3                |                  |   |                    |                  |                  |                  |  |            |             |             |  |
|  | Athletic Club    | 2                | 2                |   |                    |                  |                  |                  |  |            |             |             |  |
|  | Athletic Club    | 2                | 2                |   |                    |                  |                  |                  |  |            |             |             |  |
|  |                  |                  |                  |   |                    |                  |                  |                  |  |            |             |             |  |

## Final
| 29 de junio de 2008, 12:00 (CET) | Levante UD                      | 2:3 (0:1) | Rayo Vallecano                       | Estadio Municipal Juliar Ariza, Torrelodones                  |                                                               |
|                                  | Montse 60' · Mari Paz Vilas 65' | Reporte   | Sonia Bermúdez 45' · Natalia 47' 75' | Asistencia: 1.500 espectadores Árbitro(s): Rodríguez Cayetano | Asistencia: 1.500 espectadores Árbitro(s): Rodríguez Cayetano |

| Levante UD                                                  | Rayo Vallecano                                          |
| ----------------------------------------------------------- | ------------------------------------------------------- |
| María José Pons                                             | Alicia                                                  |
| Marina                                                      | Pili                                                    |
| Maider                                                      | Meli                                                    |
| Ruth                                                        | Chabe                                                   |
| Sonia Prim                                                  | Sonia Burgos                                            |
| Guru                                                        | Mari Paz Azagra                                         |
| Raquel                                                      | Keka                                                    |
| Sandra Vilanova                                             | Vanesa                                                  |
| Rosa Castillo                                               | Willy                                                   |
| Mari Paz Vilas                                              | Natalia                                                 |
| Pepa Crespo                                                 | Sonia Bermúdez                                          |
| DT Félix Carvallo                                           | DT Pedro Martínez Losa                                  |
| Cambios Sonia Prim (María, 81') Rosa Castillo (Naiara, 82') | Cambios Natalia (Nuria, 86') Sonia Bermúdez (Jade, 86') |

| Predecesor: Copa de la Reina 2007 | Copa de la Reina de Fútbol 2008 | Sucesor: Copa de la Reina 2009 |

- Datos: Q5787744